# @world record egg

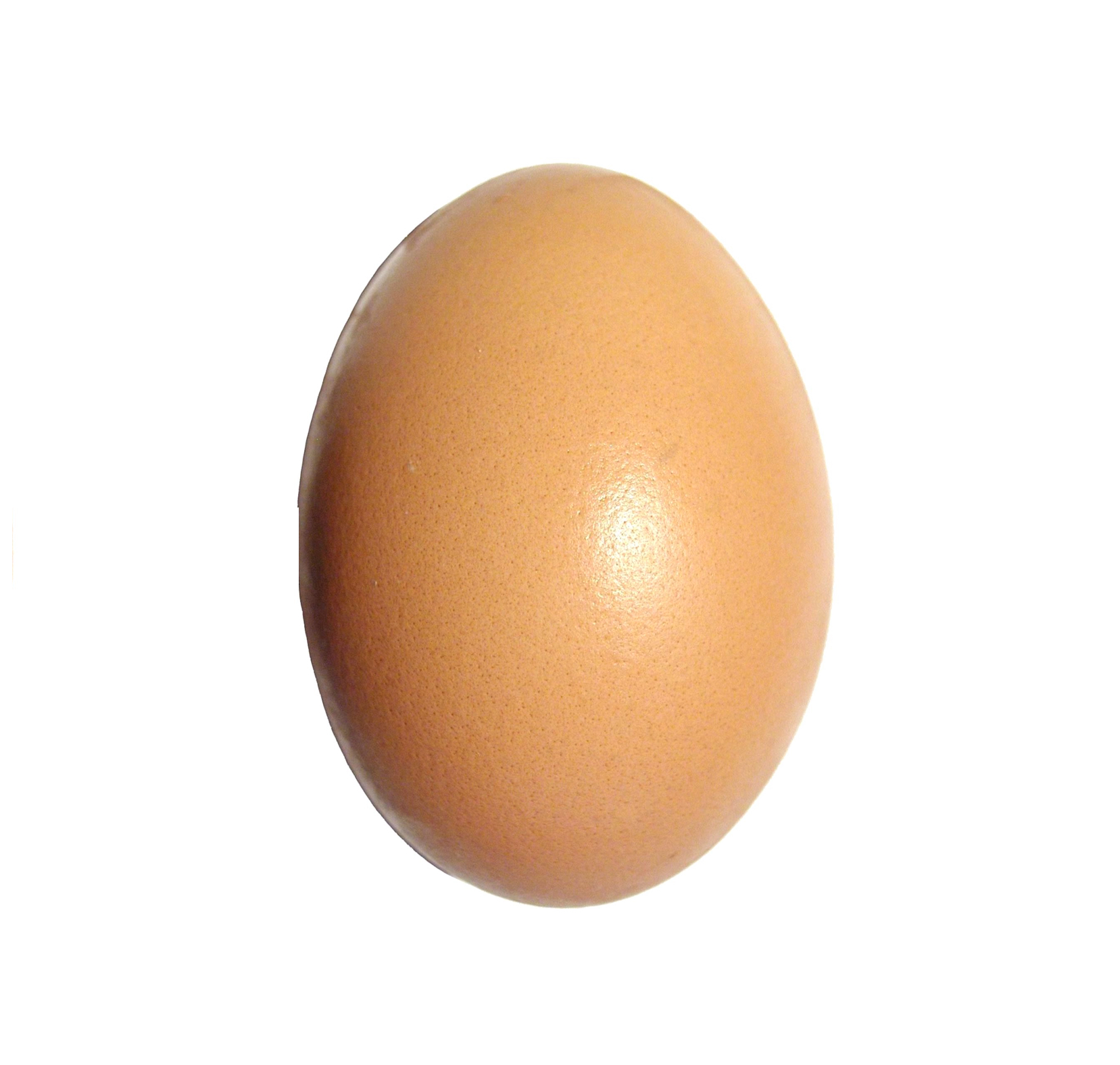
인스타그램에 올라간 달걀 사진

@world_record_egg는 소셜 미디어 인스타그램의 잘 알려진 계정이다. 계정에서 알 사진을 올린 포스트가 모든 인스타그램 포스트 중 좋아요가 두 번째로 많은 포스트가 되었고, 리오넬 메시의 2022년 FIFA 월드컵 우승 기념 포스트가 기록은 깨기 전까지 좋아요가 가장 많은 포스트였다. 계정의 소유자는 광고 크리에이티브인 크리스 고드프리로 밝혀졌으며 나중에 두 친구 앨리사 칸웰런과 CJ 브라운과 함께 알이 등장하는 훌루 광고에서 정신 건강에 대한 인식을 높이기 위해 작업하였다.

## 같이 보기
- 인터넷 밈 목록